# المرج (البقاع)
المرج هي إحدى القرى اللبنانية من قرى قضاء البقاع الغربي في محافظة البقاع برئاسة جمال محمد جمال السيد والمعلم طه زياد صالح داعسين راس جواد أسامة دحروج  

## الموقع
تقع المرج في المنطقة الوسطى من سهل البقاع شرقي نهر الليطاني تتبع لقضاء البقاع الغربي محافظة البقاع ترتفع عن سطح البحر 780م وتبعد عن العاصمة بيروت حوالي 51كلم وعن مدينة زحلة 12كلم وعن مركز القضاء جب جنين 18 كلم وصغبين 22كلم. مساحتها الجغرافية محصورة بين عدة قرى هي: من الشمال برالياس ومن الجنوب مزرعة الدقن ومن الشرق نهر الغزيل ومن الغرب شبرقية ثابت، مندرة ناصرية ثابت. هذه المساحة الجغرافية والتي تبلغ 12كلم2 هي بمجملها عقارات مملوكة ومستثمرة ولا يشكل المشاع أي جزء وإذا وجد فهو لبلدية المرج، والمرج قرية سهلية تربتها خصبة تصلح لمختلف أنواع الزراعات الداخلية أي الأراضي أما مياهها الزارعية فمصدرها نهرا الليطاني والغزيل ومياه الشفة من نبع شمسين في عنجر.
نشأة بلدة المرج وتطورها التاريخي:
المرج كلمة عربية وسريانية أيضا ً، تعني المكان والعشب النهري الخصيب، والإخضرار الدائم، وهي بلدة قديمة العهد، يعود تاريخها إلى ما قبل خمسماية سنة، عندما كانت الدولة العثمانية تحكم بلاد الشام، وكان سهل البقاع تابعا ً لولاية دمشق.إذا ً تعتبر المرج قرية قديمة العهد، ويرد البعض تاريخها إلى الخلافة الاموية حيث كانت تعرف ب (السليمانية) نسبة إلى سليمان بن عبد الملك، ومنهم من يرد تاريخها إلى زمن الخلفاء الراشدين.
السكان:
يبلغ عدد سكان البلدة حوالي 20 الف نسمة يتوزعون على أكثر من ثلاثين عائلة، وفدوا جميعهم من بلاد الشام، حيث تعتبر البلدة ثاني أكبر البلدات في قضاء البقاع الغربي.
المساحة:
مساحة بلدة المرج: تبلغ مساحة البلدة حوالي (8.717.957 متراً مربعا) وللبلدية ممتلكات تقدر بحوالي 120الف متر مربع